# Macachera
Macachera est l'esprit des routes dans les croyances des indiens autochtones du Brésil.